# لويد وليامز
لويد وليامز (بالإنجليزية: Lloyd Williams)‏ (و. 1989  م) هو لاعب اتحاد الرغبي، من المملكة المتحدة، ولد في كارديف، يلعب كسكروم وسط ‏.

## روابط خارجية
- لويد وليامز عل موقع إسبنسكروم (الإنجليزية)
- لويد وليامز على موقع ItsRugby.co.uk (الإنجليزية)